# La Neuville-sur-Ressons
La Neuville-sur-Ressons ist eine französische Gemeinde mit 203 Einwohnern (Stand: 1. Januar 2022) im Département Oise in der Region Hauts-de-France (vor 2016 Picardie). Sie gehört zum Arrondissement Compiègne und zum Kanton Estrées-Saint-Denis (bis 2015 Ressons-sur-Matz). 

## Geographie
La Neuville-sur-Ressons liegt etwa 18 Kilometer nordnordwestlich von Compiègne. Umgeben wird La Neuville-sur-Ressons von den Nachbargemeinden Ricquebourg im Norden, Margny-sur-Matz im Osten und Südosten, Ressons-sur-Matz im Süden, Cuvilly im Westen und Südwesten sowie Orvillers-Sorel im Nordwesten.
Durch die Gemeinde führt die Autoroute A1. 

## Bevölkerungsentwicklung
| Jahr                      | 1962 | 1968 | 1975 | 1982 | 1990 | 1999 | 2006 | 2013 |
| Einwohner                 | 116  | 95   | 85   | 103  | 132  | 175  | 214  | 224  |
| Quelle: Cassini und INSEE |      |      |      |      |      |      |      |      |

## Sehenswürdigkeiten
- Kirche St-Léonard